# Institut supérieur de formation et de recherche appliquée
L'institut supérieur de formation et de recherche appliquée (ISFRA) est un établissement rattaché à l'université des sciences juridiques et politiques de Bamako. Créé le 27 mars 1981, à partir du centre pédagogique supérieur (CPS), l'ISFRA est le seul organisme public pour la formation des chercheurs au Mali. 
Chargé de la formation post-universitaire, il organise périodiquement des concours de recrutement (dans certaines disciplines) au niveau du diplôme d'études approfondies (DEA). Les admissions, au niveau du doctorat, se font habituellement sur titre,.

## Moyens
L'ISFRA bénéficie, le 6 novembre 2015, d'une dotation de 13 ordinateurs de l'Organisation des Nations unies pour l'éducation, la science et la culture (UNESCO).